# إدوين رودريغيز (ملاكم)
إدوين رودريغيز مواليد 5 مايو 1985 في جمهورية الدومينيكان، هو ملاكم محترف دومينيكي يصنف ضمن فئة وزن خفيف الثقيل بدأ مسيرته الاحترافية سنة 2008.

## إحصائيات
خاض خلال مسيرته 30 نزالا، فاز في 28 وخسر في 2. فاز بالضربة القاضية في 19 نزالا.

## روابط خارجية
- إدوين رودريغيز على موقع بوكس ريك (الإنجليزية) (registration required)